# 烏圖倫卡內山 (伊丘尼亞-蒂基利亞卡)
16°05′06″S 70°24′15″W / 16.08500°S 70.40417°W
烏圖倫卡內山（Uturunqani），是秘魯的山峰，位於該國南部莫克瓜大區和普諾大區，由伊丘尼亞區和蒂基利亞卡區負責管轄，屬於安地斯山脈的一部分，海拔高度4,600米。